# Бертхолд фон Урах
Бертхолд фон Урах (на немски: Berthold von Urach; на латински: Berchtoldus abb de Urach et Furstenberg; * 12 век; † 8 август или 13 август 1242) е граф от Урах, от 1207 до 1221 г. абат на Цистерцианския манастир Тененбах, от 1221 до 1230 г. абат на Лютцел и от 1240 до 1242 г. абат на Залем.

## Биография
Той е четвъртият син на граф Егино IV фон Урах († 1230) и съпругата му Агнес фон Церинген († 1239), голямата дъщеря на херцог Бертхолд IV фон Церинген и Хайлвиг от Фробург.
През 1198 г. Бертхолд е заложник в Кьолн заедно с брат си Конрад фон Урах за чичо им Бертхолд V фон Церинген. Той е много уважаван и брат му Конрад му помага да се издигне. Като цистерцианец Бертхолд става първо абат на Тененбах. От 1221 до 1240 г. той е абат на Лютцел/Пфирт и от 1240 г. на Залем. През 1215 г. той учатсва в Латеранския концил.